# Amfifil

En fosfolipid med en polär hydrofil fosfatgrupp och apolära (hydrofoba) kolvätekedjor R

Amfifil (grekiska med ungefärlig betydelse amfi=båda och fil=tycka om) är en beteckning på en kemisk substans som innebär att den har både hydrofoba och hydrofila egenskaper. Många ytaktiva ämnen är amfifiler. Ett annat ord för amfifil är amfipat. Amfifila föreningar är bland annat ytaktiva ämnen och rengöringsmedel där fosfolipidamfifilerna är den huvudsakliga strukturella komponenten i cellmembranen. 
Amfifiler är grunden för ett antal forskningsområden inom kemi och biokemi, särskilt det om lipidpolymorfism.
Organiska föreningar som innehåller hydrofila grupper i båda ändarna av molekylen kallas bolamfifila. Micellerna de bildar i aggregatet är prolat.

## Struktur

Tvärsnittsvy av de strukturer som kan bildas av biologiska amfifiler i vattenlösningar. Till skillnad från denna illustration bildas miceller vanligtvis av ickebiologiska, enkelkedjiga, amfifiler, tvålar eller tvättmedel, eftersom det är svårt att passa två kedjor i denna form

Den lipofila gruppen är vanligtvis en stor kolvätedel, såsom en lång kedja av formen CH3 (CH2)n, med n > 4.
Den hydrofila gruppen delas in i en av följande kategorier: 
1. laddade grupper
  - anjonisk. Exempel, med den lipofila delen av molekylen representerad av R , är:
    - karboxylater : RCO2−
    - sulfater: RSO4−
    - sulfonater: RSO3−
    - fosfater (den laddade funktionella gruppen i fosfolipider )

  - katjonisk. Exempel:
    - ammonium: RNH3+
2. polära, oladdade grupper. Exempel är alkoholer med stora R-grupper, såsom diacylglycerol (DAG), och oligoetylenglykol med långa alkylkedjor.

Ofta har amfifila arter flera lipofila delar, flera hydrofila delar eller flera av båda. Proteiner och vissa blocksampolymerer är sådana exempel.
Amfifila föreningar har lipofila (typiskt kolväte) strukturer och hydrofila polära funktionella grupper (antingen joniska eller oladdade).
Som ett resultat av att de har både lipofila och hydrofila delar kan vissa amfifila föreningar lösas upp i vatten och till viss del i opolära organiska lösningsmedel.
När den placeras i ett oblandbart tvåfassystem bestående av vattenhaltiga och organiska lösningsmedel kommer den amfifila föreningen att dela upp de två faserna. Omfattningen av de hydrofoba och hydrofila delarna bestämmer omfattningen av uppdelningen.

## Biologisk roll

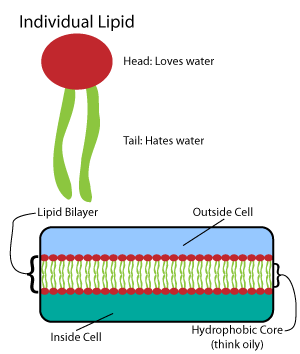
Lipiddubbelskiktet, materialet som utgör cellmembran.

Fosfolipider, en klass av amfifila molekyler, är huvudkomponenterna i biologiska membran. Den amfifila naturen hos dessa molekyler definierar det sätt på vilket de bildar membran. De ordnar sig i lipidbilager genom att bilda ett ark som består av två lager av lipider. Varje lager bildas genom att placera dess lypofila kedjor på samma sida av lagret. De två skikten staplas sedan så att deras lyffila kedjor berör insidan och deras polära grupper är utanför vända mot det omgivande vattenhaltiga mediet. Sålunda är insidan av dubbelskiktsarket en icke-polär region inklämd mellan de två polära arken.
Även om fosfolipider är de huvudsakliga beståndsdelarna i biologiska membran, finns det andra beståndsdelar, som kolesterol och glykolipider, som också ingår i dessa strukturer och ger dem olika fysikaliska och biologiska egenskaper. 
Många andra amfifila föreningar, som pepduciner, interagerar starkt med biologiska membran genom införande av den hydrofoba delen i lipidmembranet, samtidigt som de exponerar den hydrofila delen för det vattenhaltiga mediet, förändrar deras fysiska beteende och ibland stör dem.
Aβ-proteiner bildar antiparallella β-ark som är starkt amfifila, och som aggregerar för att bilda toxiska oxidativa Aβ-fibriller. Aβ-fibriller själva är sammansatta av amfifila 13-mer modulära β-sandwich åtskilda av omvända varv. Hydropatiska vågor optimerar beskrivningen av de små (40,42 aa) plackbildande (aggregativa) Aβ-fragmenten.
Antimikrobiella peptider (AMP) är en annan klass av amfifila molekyler, en stordataanalys visade att amfipaticitet bäst särskiljde mellan AMP med och utan anti-gram-negativa bakterieaktiviteter. Ju högre amfipati, desto bättre är chansen för AMP:er som har antibakteriella och svampdödande dubbla aktiviteter.

## Exempel
Det finns flera exempel på molekyler som har amfifila egenskaper:
Kolvätebaserade ytaktiva ämnen är en exempelgrupp på amfifila föreningar. Deras polära region kan vara antingen jonisk eller nonjonisk. Några typiska medlemmar av denna grupp är: natriumdodecylsulfat ( anjonisk), bensalkoniumklorid (katjonisk), kokamidopropylbetain (zwitterjonisk) och 1-oktanol (långkedjig alkohol, nonjonisk).
Många biologiska föreningar är amfifila: fosfolipider, kolesterol, glykolipider  fettsyror, gallsyror, saponiner, lokalanestetika, etc.
Tvål är en vanlig amfifil tensidförening i hushållen. Tvål blandad med vatten (polär, hydrofil) är användbar för att rengöra oljor och fetter (icke-polära, lipifila) från köksutrustning, disk, hud, kläder, etc.